# Gitanas Nausėda
Gitanas Nausėda (Klaipėda, 19 de mayo de 1964) es un economista,político y banquero lituano que se desempeña como presidente de Lituania desde el 12 de julio de 2019. Nacido en Klaipėda, Nausėda se graduó en economía en la Universidad de Vilnius en 1987. Fue director de política monetaria en el Banco de Lituania de 1996 a 2000 y economista jefe del presidente del SEB bankas de 2008 a 2018.

## Biografía
Nació el 19 de mayo de 1964 en Klaipėda, RSS de Lituania (en aquella época, parte de la Unión Soviética). En 1982 comenzó a estudiar Economía Industrial por la Universidad de Vilna, y después de licenciarse en 1987 estuvo impartiendo clases en la Facultad de Economía durante dos años. Completó su formación con un doctorado por la Universidad de Mannheim gracias a una beca del Servicio Alemán de Intercambio Académico; su tesis doctoral estaba centrada en «política de rentas bajo inflación y estanflación».
Comenzó a trabajar en 1992 en el Instituto de Economía y Privatización de Vilna, creado para supervisar la transición de la Lituania independiente hacia una economía de mercado. De ahí pasó en 1993 a la Autoridad de Competencia Lituana como jefe del departamento de mercados financieros. Entre 1994 y 2000 formó parte del Banco de Lituania, primero como supervisor de banca comercial y luego como director del departamento de política monetaria. 
En el 2000 dio el salto a la banca privada al ser contratado por Vilniaus Bankas (más tarde SEB Bankas), en el que permaneció durante 18 años como analista financiero y economista jefe. Además, en 2009 lo compaginó con la docencia en la Escuela de Negocios de la Universidad de Vilna. A raíz de su cargo como analista financiero, Nausėda se había convertido en un rostro conocido entre la sociedad civil lituana.
Está casado con la ingeniera Diana Nausėdienė y tiene dos hijas. Además de lituano sabe inglés, alemán y ruso.

## Presidencia de Lituania
Nauseda es el presidente de Lituania desde el 12 de julio de 2019.
Después de que la presidenta lituana Dalia Grybauskaitė completara su mandato, el economista anunció en septiembre de 2018 que se presentaba a las elecciones presidenciales de 2019 como candidato independiente. Hasta entonces, su única experiencia política había sido un apoyo público al presidente Valdas Adamkus en su reelección de 2004.
Sus principales rivales eran la economista Ingrida Šimonytė, ministra de Finanzas durante la crisis económica mundial de 2008 y con el apoyo de la conservadora Unión de la Patria; y el primer ministro Saulius Skvernelis, apoyado por la Unión de los Campesinos y Verdes.
En la primera vuelta, Nausėda quedó en segunda posición con el 30,95% de los votos por detrás de Ingrida Šimonytė. Sin embargo, para la segunda vuelta logró recabar el apoyo de todos los partidos que habían quedado fuera de la segunda vuelta, por lo que obtuvo la victoria con el 66,72% de los sufragios.